# Gazania linearis
Gazania linearis és una espècie de planta herbàcia que pertany a la família de les  Asteràcies. És originària de Sud-àfrica, però es poden trobar en altres parts del món amb clima similar on s'han naturalitzat, com a Califòrnia als Estats Units.

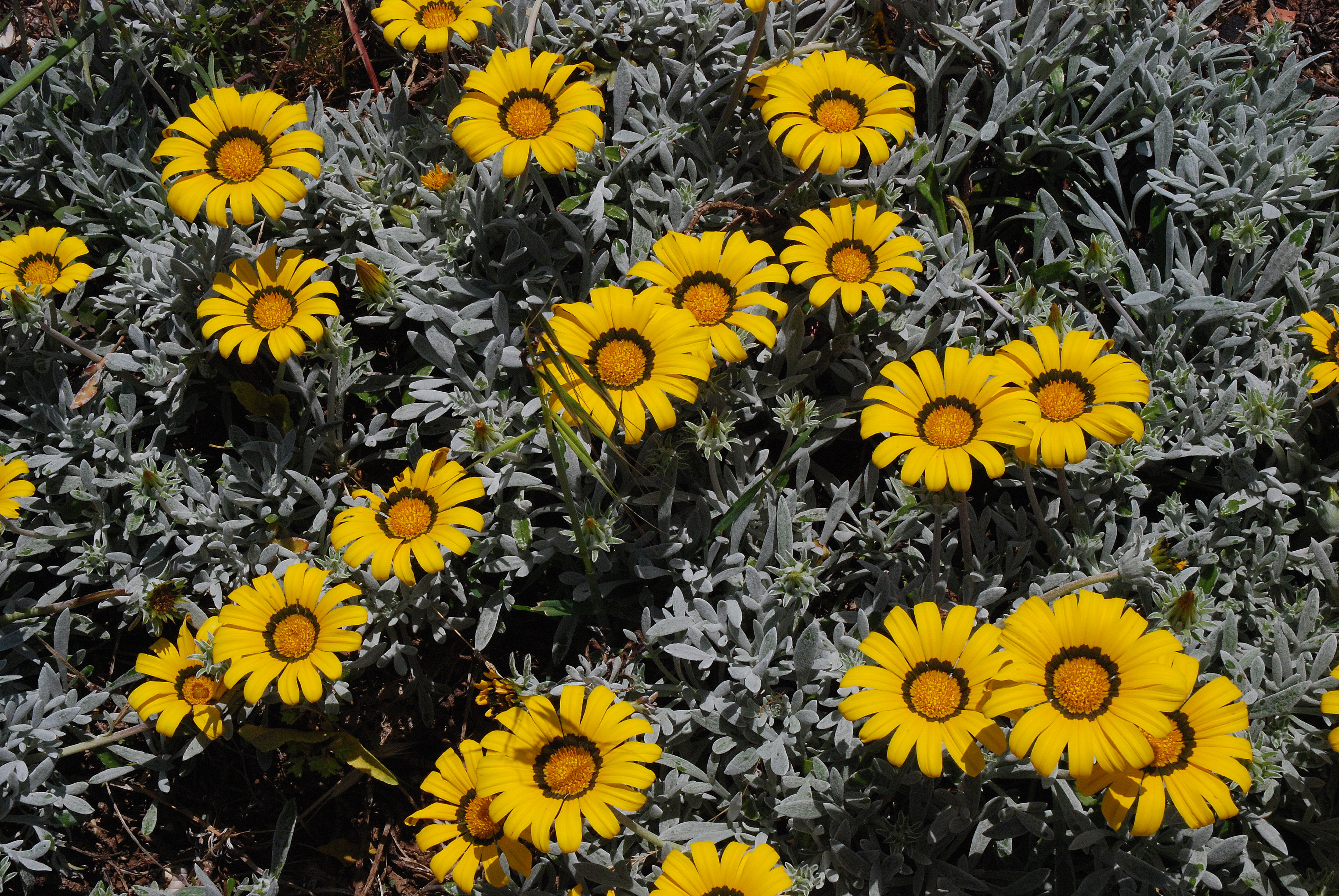
Vista de la planta

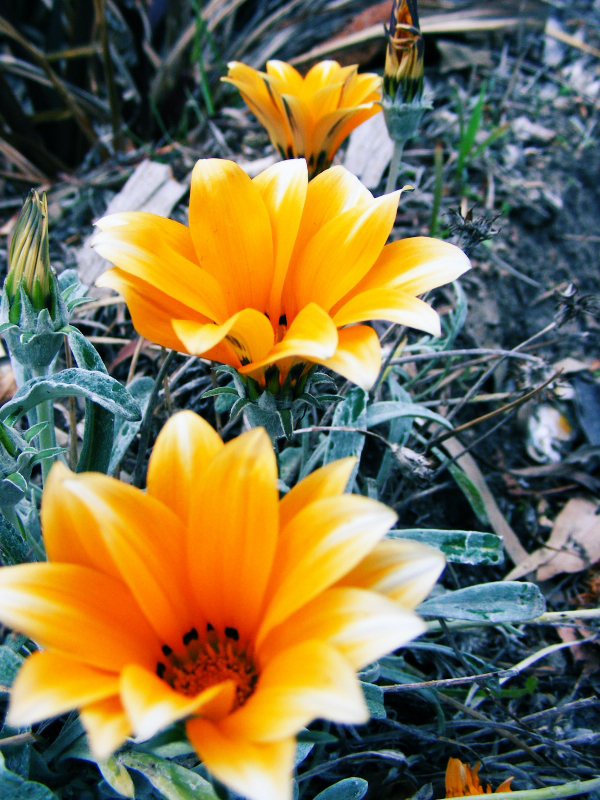
Flors

## Descripció
Aquesta espècie forma una catifa d'herbes perennifòlies que creixen a partir de rizomes. Les seves fulles tenen pecíols allargats i forma rosetes basals en el sòl al voltant de la tija. Les fulles tenen forma ovalada, color verd opac amb el revés llanós. La planta produeix flors solitàries en tons de color groc brillant i taronja. Cada cap de flor pot tenir fins a 18 centímetres de diàmetre i té un centre de disc de color vermellós fosc i una franja exterior amb unes 20 lígules llargues. Les lígules poden tenir taques fosques a prop de la base, cap amunt les seves vores estan arrissades, i es tanquen a la nit. El fruit és un petit aqueni cobert de llargs pèls amb diverses vegades la longitud del cos del fruit.

## Taxonomia
Gazania linearis va ser descrita per (Thunb.) Druce i publicat a (Report,) Botanical Society and Exchange Club of the British Isles 4(suppl. 2): 624. 1916[1917].
Etimologia
Gazania: nom genèric que va ser atorgat en honor de Teodor Gaza (1398-1478), erudit italià d'origen grec i traductor de les obres de Teofrast del grec al llatí.
linearis: epítet llatí que significa "linear".
Varietat acceptada
- Gazania linearis var. ovalis (Harv.) Roessler

Sinonímia
- Arctotis staticefolia Poir.
- Gazania kraussii Sch.Bip.
- Gazania linearis var. linearis
- Gazania longiscapa DC.
- Gazania longiscapa var. longiscapa
- Gazania multijuga DC.
- Gazania pinnata var. multijuga (DC.) Harv.
- Gazania stenophylla Auct.
- Gazania subulata R.br.
- Gorteria linearis Thunb.[4]